# Жінка за туалетом
Жінка за туалетом (фр. Femme à la coiffeuse) — картина Едґара Деґа, написана 1895 року.

## Опис
Едгар Дега, один з найвідоміших імпресіоністів, здобув славу завдяки своїм картинам життя жінок, особливо в контексті театру та балету. Картина «Жінка за туалетом» є яскравим прикладом цієї теми, демонструючи глибоке розуміння психології та емоцій персонажів. Наразі картину можна побачити в Палаці Ассеза це відомий музей в Тулузі, Франция.
На картині зображена жінка, яка сидить за туалетним столиком, займаючись своїм виглядом. Ця сцена, сповнена інтимності, відображає звичайний момент з життя жінки, в якому поєднуються щоденні ритуали і внутрішні переживання. Дега майстерно передає атмосферу, яка викликає у глядача відчуття спостереження за чимось приватним, майже таємним.

## Колір і техніка
Дега використовує теплі кольори та м'які контури, що надають картині певної м'якості та ніжності. Завдяки акценту на світлі та тіні, художник створює враження об'єму і реальності. Емоційний заряд роботи підкреслюється динамікою мазків і текстурою.

## Символіка та значення
«Жінка за туалетом» також можна трактувати як коментар до соціальних ролей жінок у суспільстві того часу. Туалетний стіл, наповнений косметикою, символізує не лише фізичну привабливість, а й тиск суспільства на жінок відповідати певним стандартам краси. Дега ставить запитання про справжню сутність жінки: чи визначається вона лише зовнішнім виглядом?
Картину «Жінка за туалетом» можна вважати не просто зразком жанрової картини, а глибоким психологічним портретом, що передає складність жіночого досвіду. Едгар Дега, використовуючи прості життєві моменти, створює багатошарові твори, які запрошують глядача до роздумів про красу, ідентичність та роль жінки у суспільстві. Ця картина залишається актуальною і в сучасному мистецтві, продовжуючи викликати дискусії та інтерес.

## Особливість
Картина Едгара Дега «Жінка за туалетом» приховує в собі безліч цікавих деталей та відсилань до творчості митця. Дега відомий своїм інтересом до зображення повсякденних моментів життя, особливо жіночого. Картина «Жінка за туалетом» — це проникнення в інтимну сферу, демонстрація жінки у її природному стані, без прикрас. Як і більшість робіт Дега, ця картина насичена контрастами світла і тіні. Це створює відчуття глибини і об'єму, робить зображення більш реалістичним. Незважаючи на статичну позу жінки, картина сповнена динаміки. Це досягається за рахунок м'яких ліній, що передають рухи волосся, а також за рахунок гри світла і тіні, яка створює відчуття руху.
Дега був одним з піонерів імпресіонізму. В його картинах ми не знайдемо ідеалізованих образів, характерних для академічного мистецтва. Він зображує людей такими, якими вони є, зі всіма їхніми недоліками і особливостями. Художник був захоплений балетом і створив велику кількість робіт на цю тему. В картині «Жінка за туалетом» можна простежити деякі елементи, характерні для його балетних композицій, наприклад, витончені лінії і рухи. Французький митець часто використовував пастель для своїх робіт. Ця техніка дозволяла йому досягти особливої м'якості і легкості в зображенні.